# Gouvernement Tammam Salam
Najib Mikati II Saad Hariri II
Le gouvernement Tammam Salam est un gouvernement mis en place par le président du Conseil des ministres libanais Tammam Salam en février 2014. Ce gouvernement a été précédé par le gouvernement Najib Mikati. Il est composé de vingt-quatre ministres dont une seule femme Alice Chaptini.

## Mise en place
Il a fallu 330 jours de négociation pour former le gouvernement libanais, après la démission du précédent gouvernement de Najib Mikati le 22 mars 2013. La raison de ces négociations est le respect des équilibres politiques et confessionnels libanais. le gouvernement est censé être formé pour quelques semaines avec la fin du mandat présidentiel de Michel Sleiman. Toutefois, en raison d'absence d'accord, l'élection présidentielle est reportée à de nombreuses reprises. La paralysie de cette élection émanant d'un fort clivage entre deux camps : celui hostile au régime syrien et au mouvement chiite armé Hezbollah, et celui emmené par l'alliance entre le Hezbollah et le Courant patriotique libre de Michel Aoun. Le premier est appuyé par les États-Unis et l'Arabie saoudite, et le second par la Syrie et l'Iran. Par conséquent, la présidence est vacante depuis le 25 mai 2014 et c'est au gouvernement d'être investi de tous les pouvoirs exécutifs. L'absence de pouvoir présidentiel est déjà intervenu à deux reprises dans l'histoire du Liban en 1988 et 2007.

## Composition
| Portefeuille (Ministère)                                       | Ministre              | Religion           | Affinité Politique            |
| Indépendants (8/24)                                            |                       |                    |                               |
| Part du président Michel Sleiman (3/24)                        |                       |                    |                               |
| Vice-Président du Conseil, Ministre de la Défense              | Samir Mokbel          | Grec orthodoxe     | Indépendant                   |
| Ministre des Déplacés                                          | Alice Chaptini        | Maronite           | Indépendant                   |
| Ministre de la Jeunesse et des Sports                          | Abdel Matlab Hennaoui | Chiite             | Indépendant                   |
| Part du président du Conseil des ministres Tammam Salam (3/24) |                       |                    |                               |
| président du Conseil des ministres                             | Tammam Salam          | Sunnite            | Indépendant                   |
| Ministre de l’Environnement                                    | Mohammad Machnouk     | Sunnite            | Indépendant                   |
| Ministre des Affaires sociales                                 | Rachid Derbas         | Sunnite            | Indépendant                   |
| Front national de lutte (2/24)                                 |                       |                    |                               |
| Ministre de la Santé                                           | Waël Abou Faour       | Druze              | Parti socialiste progressiste |
| Ministre de l’Agriculture                                      | Akram Chehayeb        | Druze              | Parti socialiste progressiste |
| Alliance du 8-Mars (8/24)                                      |                       |                    |                               |
| Courant patriotique libre (4/24)                               |                       |                    |                               |
| Ministre des Affaires étrangères et des Emigrés                | Gebran Bassil         | Maronite           | Courant patriotique libre     |
| Ministre de l’Éducation et de l’Enseignement supérieur         | Elias Bou Saab        | Grec orthodoxe     | Courant patriotique libre     |
| Ministre de la Culture                                         | Raymond Araiji        | Maronite           | Brigade Marada                |
| Ministre de l’Énergie et des Ressources hydrauliques           | Arthur Nazarian       | Arménien orthodoxe | Tashnag                       |
| Mouvement Amal (2/24)                                          |                       |                    |                               |
| Ministre des Finances                                          | Ali Hassan Khalil     | Chiite             | Mouvement Amal                |
| Ministre des Travaux publics et des Transports                 | Ghazi Zeaiter         | Chiite             | Mouvement Amal                |
| Bloc de la résistance (2/24)                                   |                       |                    |                               |
| Ministre de l’Industrie                                        | Hussein Hajj Hassan   | Chiite             | Hezbollah                     |
| Ministre d’État pour les Affaires du Parlement                 | Mohammad Fneich       | Chiite             | Hezbollah                     |
| Alliance du 14-Mars (8/24)                                     |                       |                    |                               |
| Courant du futur (3/24)                                        |                       |                    |                               |
| Ministre de l’Intérieur                                        | Nouhad Machnouk       | Sunnite            | Courant du futur              |
| Ministre de la Justice                                         | Achraf Rifi           | Sunnite            | Courant du futur              |
| Ministre d’État pour la Réforme administrative                 | Nabil de Freige       | Catholique romain  | Courant du futur              |
| Kataëb (3/24)                                                  |                       |                    |                               |
| Ministre du Travail                                            | Sejaan Kazzi          | Maronite           | Kataëb                        |
| Ministre de l’Information                                      | Ramzi Joreige         | Grec orthodoxe     | Kataëb                        |
| Ministre de l’Économie et du Commerce                          | Alain Hakim           | Catholique melkite | Kataëb                        |
| Autres (2/24)                                                  |                       |                    |                               |
| Ministre du Tourisme                                           | Michel Pharaon        | Catholique melkite | Indépendant                   |
| Ministre des Télécommunications                                | Boutros Harb          | Maronite           | Indépendant                   |